# Manfred Spitzer

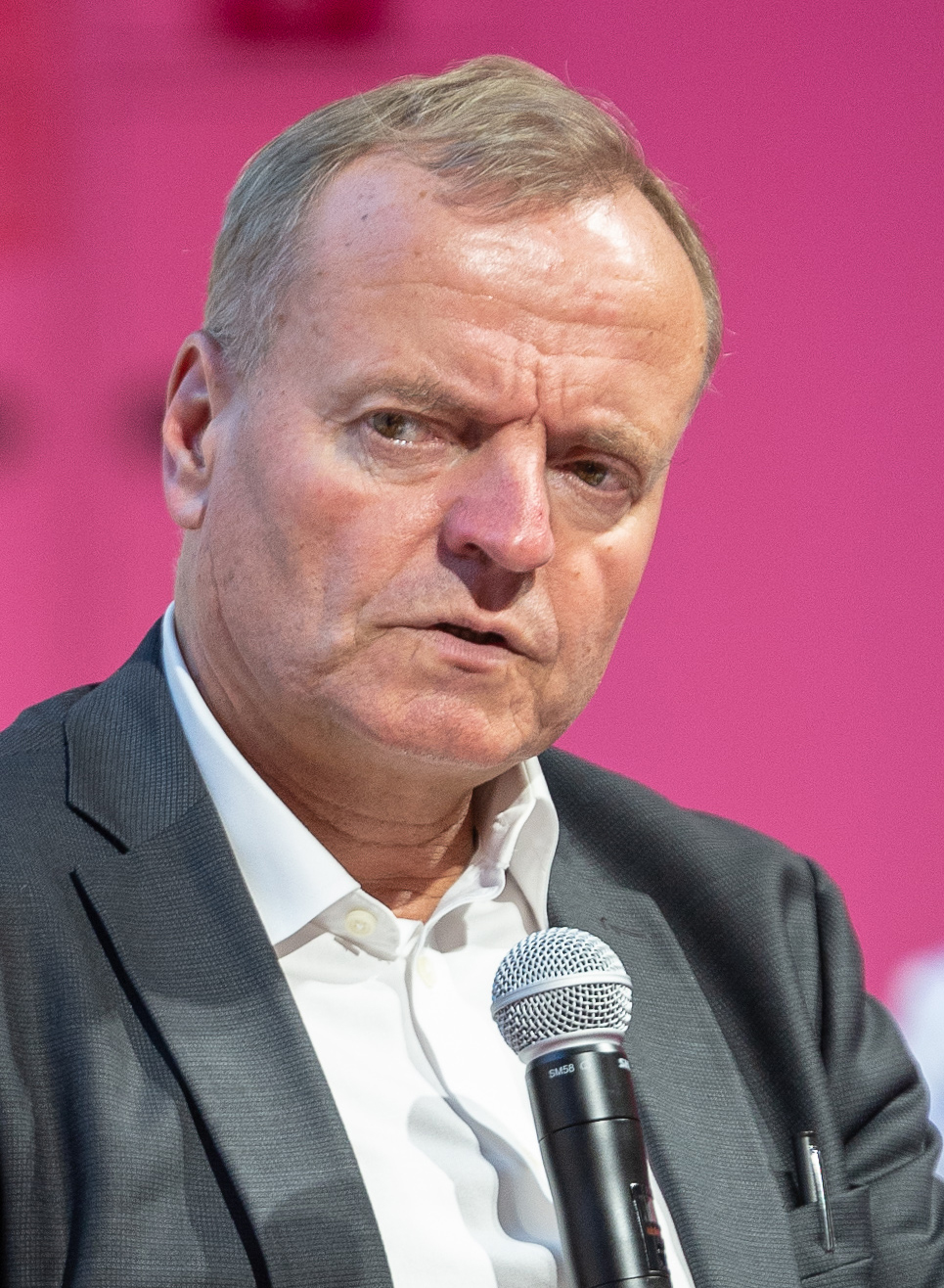
Manfred Spitzer (2018)

Manfred Spitzer (* 27. Mai 1958 in Lengfeld bei Darmstadt) ist ein deutscher Neurowissenschaftler und Psychiater.
Er war Professor für Psychiatrie an der Universität Ulm und war ärztlicher Direktor der Psychiatrischen Universitätsklinik in Ulm, an der er auch die Gesamtleitung des 2004 dort eröffneten Transferzentrums für Neurowissenschaften und Lernen (ZNL) innehatte, das sich vor allem mit Neurodidaktik beschäftigt.

## Leben
Nach dem Abitur am Max-Planck-Gymnasium in Groß-Umstadt 1977 studierte Manfred Spitzer Medizin, Philosophie und Psychologie an der Albert-Ludwigs-Universität Freiburg. Seinen Lebensunterhalt während dieser Zeit verdiente er sich u. a. als Straßenmusiker. Manfred Spitzer erwarb ein Diplom in Psychologie, anschließend promovierte er in Medizin (1983) und Philosophie (1985), wurde Facharzt für Psychiatrie und habilitierte sich 1989 für das Fach Psychiatrie mit der Arbeit „Was ist Wahn?“.
Von 1990 bis 1997 war er an der Psychiatrischen Universitätsklinik in Heidelberg als Oberarzt tätig. Zweimal war er als Gastprofessor an der Harvard University; ein weiterer Forschungsaufenthalt führte ihn an das Institute for Cognitive and Decision Sciences der University of Oregon.
Im Jahr 1997 wurde Manfred Spitzer auf den neu geschaffenen Lehrstuhl für Psychiatrie der Universität Ulm berufen. Kurze Zeit darauf wurde Spitzer Herausgeber der Fachzeitschrift Nervenheilkunde, eines Fortbildungsorgans für Ärzte und Verbandsorgans vieler Verbände aus dem psychiatrischen und psychotherapeutischen Bereich. Dort veröffentlicht er auch regelmäßig eigene Arbeiten und Editorials, die er später, in Büchern zusammengefasst, gesondert wieder herausgibt.
Über die Fachkreise hinaus bekannt wurde Spitzer durch populärwissenschaftliche Vorträge und allgemeinverständliche Bücher.
Von 2004 bis 2012 wurde unter Federführung des Bayerischen Rundfunks die Serie Geist & Gehirn in 194 Folgen ausgestrahlt, in der Spitzer Erkenntnisse aus der Gehirnforschung vorstellte. Diese Sendungen sind auch auf DVD erhältlich und können auf BR-alpha angesehen werden. Er ersann mit dem Transferzentrum das Konzept zu Spielen macht Schule, einem Wettbewerb für Grundschulen. Spitzer ist Mitglied des Kuratoriums der Stiftung Louisenlund.
Im Herbst 2018 wurde er von der AfD als Experte für die Enquete-Kommission „Berufliche Bildung in der digitalen Arbeitswelt“ des Bundestages vorgeschlagen, sagte jedoch ab, weil er nicht mit der AfD in Verbindung gebracht werden wollte.
Manfred Spitzer hat fünf Kinder. Er ist der Vater des Autors und Comedians Thomas Spitzer und der Schwiegervater von Hazel Brugger.

## Forschungsarbeiten zur Neurodidaktik und Pädagogik
In seinen Veröffentlichungen und populärwissenschaftlichen Vorträgen kritisiert Spitzer die Digitalisierung an Schulen mit der Begründung, dass Heranwachsende aufgrund ihrer Gehirnentwicklung mit digitalen Medien noch nicht umgehen oder gar mit oder von ihnen lernen können und sie darüber hinaus eine gravierende negative gesundheitliche Auswirkung haben. Dabei stützt er seine Thesen auf Studien, die eine negative Korrelation zwischen schulischen Leistungen und Medienkonsum nachweisen. In diesem Zusammenhang kritisiert er den vielmals verwendeten Begriff der Medienkompetenz, wie er von staatlichen Einrichtungen mit Einführung des Digitalpaktes benutzt wird.
Daher plädiert er für eine Reduktion der Verwendung digitaler Medien, insbesondere von Smartphones und Laptops im Unterricht.
Spitzer begründet seine Theorie zum Lernen u. a. mit dem sogenannten Hermeneutischen Zirkel, nach dem ein Vorwissen nötig ist, um etwas Neues in einer unstrukturierten Umgebung zu lernen.
Deswegen sei auch keine Medienkompetenz nötig, sondern im Gegenteil verleite sie zu unvernünftigem Umgang mit dem Computer oder anderen technischen Geräten. Dies könne zu einer Abhängigkeit (hier Computersucht) führen; Spitzer spricht dabei im Drogenjargon vom „Anfixen“.
Spitzer plädierte in einem Fachartikel und in Interviews im Jahr 2021 für eine Öffnung der Schulen während der COVID-19-Pandemie. Spitzer warnt darin, dass Schulschließungen lebenslange Spuren bei den Betroffenen hinterlassen werden. Nach Spitzer sind die negativen Folgen von Schulschließungen deutlich gravierender einzustufen als die mit einer SARS-CoV-2 Infektion verbundenen Risiken. In einem Interview mit der Schwäbischen Zeitung führte Spitzer dazu aus, dass Schulschließungen nahezu lebenslang Spuren in den Biografien der betroffenen Menschen (hinterlassen): weniger Bildung, geringerer Lebenszeitverdienst und größere Wahrscheinlichkeit von psychischen Problemen oder gar Erkrankungen. Kurzfristige Folgen von Schulschließungen sind laut Spitzer: verminderte Lern- und Ernährungssicherheit, erhöhte Angst, Gewalt gegen Kinder, Kinderarbeit, Teenager-Schwangerschaften; langfristige Folgen: Kurzsichtigkeit, schlechtere Ernährung, Gewichtszunahme, Anstieg von Schlaganfällen, Herzinfarkten, Krebs und Blindheit. Darüber hinaus befürchtet er eine Zunahme von Isolation, erlernter Hilflosigkeit, wirtschaftliche und existenzielle Unsicherheit, Depressionen, erhöhte Selbstmordraten und eine geringere wirtschaftliche Produktivität der Gesellschaft.

## Bücher

### Der Mensch: Zum Lernen geboren
Nach Spitzer zeige die Gehirnforschung nicht nur, dass wir zum Lernen geboren seien und gar nicht anders könnten, als lebenslang zu lernen, sondern auch die Bedingungen für erfolgreiches Lernen. Sie ermögliche uns damit ein besseres Selbstverständnis im besten Sinne des Wortes und leiste einen wichtigen kulturellen Beitrag. Es sei an der Zeit, dieses Verständnis für die Gestaltung von Lernumgebungen zu nutzen.
Da alle Handlungen „Spuren im Gehirn“ hinterließen – umso intensiver, je häufiger sie ausgeführt werden –, sei es nicht egal, was Kinder und Jugendliche den ganzen Tag tun. Kinder lernten deutlich schneller als Erwachsene. Das Gehirn eines Erwachsenen unterscheide sich grundlegend von dem in der Entwicklung begriffenen Kindergehirn. Handeln und Begreifen (im Wortsinn gemeint, vgl. Jean Piaget) spielten nicht nur für das Erlernen konkreter einzelner Dinge eine Rolle, sondern auch beim Erlernen allgemeinen Wissens (semantisches Gedächtnis und sogar abstrakte Begriffe wie Zahlen). Darum plädiert Spitzer für Fingerspiele statt Laptops in den Kindergärten und handschriftliches Schreiben mit dem Bleistift statt Tippen an der Tastatur.

### Computer schaden Kindern mehr, als sie nutzen
Mit Bezug auf vor dem Jahr 2010 erhobene statistische Mediennutzungsdaten von Schülern in Deutschland hat Spitzer 2012 vor dem Konsum elektronischer Medien durch Kinder und Jugendliche gewarnt; dieser führe zu nur oberflächlicher Beschäftigung mit Informationen und gehe zu Lasten des eigenen, aktiv tätigen Lernens. Das Gehirn werde (wie ein Muskel) nur dann trainiert, wenn man es wirklich fordere. Spitzer hat 2012 in diesem Zusammenhang einen Teil der Bildungspolitiker kritisiert, weil Enquetes ausschließlich Experten von durch Medienunternehmen gesponserten Medieninstituten einladen und diese wider besseres Wissen empfehlen würden, dass jeder Schüler einen Laptop haben solle.
Der Soziologe Stephan G. Humer äußert Zweifel an der Übertragbarkeit experimenteller Befunde zu Verhaltensänderungen durch Computerspiele auf den Alltag.

### Digitale Demenz
In seinem 2012 erschienenen Buch Digitale Demenz kritisierte Spitzer Initiativen von Politik und Industrie, „alle Schüler mit Notebooks auszustatten und die Computerspiel-Pädagogik zu fördern“. Diese Initiativen zeugten von blankem Unwissen oder skrupellosen kommerziellen Interessen. Zahlreiche wissenschaftliche Studien hielten digitale Medien als Lernmittel für wenig geeignet. Soziale Online-Netzwerke lockten mit virtuellen Freundschaften; tatsächlich beeinträchtigten sie aber das Sozialverhalten und förderten Depressionen.
Werner Bartens von der Süddeutschen Zeitung kritisierte im September 2012 am Buch, dass Manfred Spitzer behaupte, „Computer und Smartphones machten Kinder dumm“ und damit „Ängste verunsicherter Eltern“ bediene, aber „bizarr, oberflächlich und mit verzerrten Bezügen“ argumentiere. Außerdem beanstandete Bartens Spitzers polemischen Stil. Der Literatur- und Medienwissenschaftler Roberto Simanowski meinte in einem Beitrag für den Freitag, Spitzers Thesen seien nicht unbegründet, aber man müsse „sie gegen den Ton schützen, in dem sie vorgetragen werden“. Kulturpessimismus sei „nicht hilfreich“.
Außerdem wurde Spitzer vorgeworfen, voreingenommen zu sein und mit seiner „Kombination aus Erkenntnissen der Hirnforschung und empirischer Sozialbeobachtung“ keine eindeutige Beweisführung zu liefern. Michael Hanfeld, der das Buch in der Frankfurter Allgemeinen Zeitung kritisch bewertete, merkte gleichwohl an, dass sich jeder Spitzers Einschätzung „vorbehaltlos anschließen“ dürfte, der schon einmal beobachtet habe, „in welcher psychischen Disposition sich Jugendliche befinden, die ihre analoge, herkömmliche Freizeitgestaltung suspendiert und für eine Karriere als Ego-Shooter-Spieler aufgegeben“ hätten.
Das Landesmedienzentrum Baden-Württemberg, das auch pädagogische Aufgaben wahrnimmt, schrieb in einer Stellungnahme zum Buch Digitale Demenz: „Anzulasten ist Manfred Spitzer von der Klinik für Psychiatrie und Psychotherapie III, Universitätsklinikum Ulm, nicht, dass er Probleme benennt. Anzulasten ist Spitzer vielmehr, dass er keine zukunftsorientierte Lösungen bietet, dass er all jenen, die sich mit großem Engagement, mit viel Ernsthaftigkeit um eine sinnvolle und verantwortliche Nutzung der digitalen Medien bemühen, in die Parade fährt […]“

### Cyberkrank!
Spitzers 2015 erschienenes Buch ergänzt das vorige und zeigt auf, wie in den letzten Jahren Menschen und Gesellschaft durch den Umgang mit den digitalen Medien und dem Internet verändert wurden. Er beschreibt die Entstehung einer modernen „Zivilisationskrankheit“ und ihre verschiedenen Facetten (z. B. Spiele- und Online-Sucht, Isolation vom realen Leben). Basierend auf seinen Erkenntnissen als Wissenschaftler und Vater wirbt er in seinem Werk für mehr Medienkompetenz sowie für Erhalt und Stärkung der emotionalen Intelligenz, insbesondere bei Kindern und Jugendlichen.
Dirk von Gehlen wirft Spitzer in Bezug auf das Buch Cyberkrank! „ein Unwohlsein mit der Gegenwart, das keineswegs mit technologischem Fortschritt oder irgendeiner Form digitaler Geschwindigkeit zu tun hat, sondern einzig mit der Überhöhung dessen, was man kennt“, vor. Beat Döbeli Honegger, Professor an der Pädagogischen Hochschule Schwyz, attestiert Spitzer eine tendenziöse Beschreibung bestimmter Sachverhalte und ein selektives, sinnverzerrendes Zitieren aus wissenschaftlichen Studien. Spitzer spreche zwar wichtige Themen an, aber seine polemische Darstellung sei dabei kaum hilfreich.
Der Publizist und Politikberater Wolfgang Gründinger argumentiert im Vorwärts, dass es zwar notwendig sei, über die Risiken und Ambivalenzen des digitalen Wandels zu streiten, kulturpessimistische Untergangsszenarien aber jede differenzierte Debatte vergiften.

## Allgemeine Rezeption zu Spitzer

### Feuilletonistische Rezeption
In einem Streitgespräch mit Manfred Spitzer im Jahr 2004 vertrat die Psychologin Elsbeth Stern den Standpunkt, die Hirnforschung habe noch keine Ergebnisse hervorgebracht, „die uns zwingen, Erkenntnisse der Unterrichtsforschung anders zu sehen.“ Im Vorwort des 2006 erschienenen Buches Wie wir lernen: Was die Hirnforschung darüber weiß, das Elsbeth Stern für die deutsche Ausgabe verfasste, führt sie Folgendes aus: Spitzer, der in seiner Kritik vor allem auf die Didaktik einzelner Fächer abziele, vergesse, dass gerade die Didaktiken das geeignete Instrument seien, die Vorgänge in Klassenräumen wirklich erfassen und angemessen intervenieren zu können. Selbst die einfachsten Lernvorgänge lassen sich, laut Stern, nicht allein auf Hirnvorgänge reduzieren. Dies gelte umso mehr für schulisches Lernen, bei dem es um komplexes Wissen gehe, das sich erst im kulturellen Kontext entwickelt habe.
Der Biologe und Hirnforscher Gerhard Roth stimmte 2006 zwar damit überein, dass Erkenntnisse aus Hirnforschung und Didaktik weitgehend konform sind, betont aber dennoch die wichtige Rolle einer neurowissenschaftlichen Forschung, da sich dadurch besser begründen lasse, was pädagogisch sinnvoll sei und was nicht. Nichts von dem, was Spitzer vortrage, sei einem guten Pädagogen inhaltlich neu. Der Erkenntnisfortschritt bestehe vielmehr darin, dass man inzwischen besser zeigen kann, warum das funktioniert, was ein guter Pädagoge tut, und das nicht, was ein schlechter tut. Roth widerspricht Spitzers Aussage der „digitalen Demenz“ und argumentiert: „Es gibt nicht den geringsten wissenschaftlich nachvollziehbaren Hinweis […], auch keinerlei empirische oder experimentelle Beweise dafür, dass zum Beispiel die Kinder durch den Einsatz digitaler Medien in der Schule verdummen. Eher ist das Gegenteil der Fall.“
Teilweise wurde das Auftreten und das Gesprächsverhalten von Spitzer kritisiert. So berichtete das Nachrichtenportal WeltN24 im Oktober 2016, die eingeladenen Experten in der Talkshow von Anne Will seien „von einem Psychiater niedergeschrien“ worden (gemeint ist Spitzer).
Christian Stöcker bezeichnete Spitzer im Oktober 2016 in seiner Kolumne bei Spiegel Online als „Anti-Digitalisierungsprediger“. 2018 kritisierte Stöcker auf Spiegel Online, dass Spitzer ständig „absurde, auf Angsterzeugung zugeschnittene Analogien wie den Vergleich von Röntgenstrahlungen in Schuhgeschäften der 70er Jahre und digitalen Medien“ benutze und „mit der von ihm selbst und seinem Verlag stets prominent platzierten Berufsbezeichnung ‚Hirnforscher und Psychiater‘ suggeriere, bei seinen Werken handle es sich nicht etwa um Meinungsbeiträge, sondern um wissenschaftlich gesicherte Fakten“.
Geäußert wurde 2018 auch, dass Spitzer „Kritik als persönlichen Affront sehe“.
Eva Wolfangel kritisierte Manfred Spitzer in ihrem Artikel bei Zeit Online im Februar 2024 vor allem wegen seiner radikalen und pauschalen Thesen zur Digitalisierung. Er sei ein „polternder, pauschalisierender Kulturpessimist“, der mit Überzeugungskraft und Vehemenz behaupte, dass Handys und Tablets „dement, dick, depressiv, süchtig und blind“ machten. Wolfangel weist darauf hin, dass Spitzer oft Vorurteilen entspreche, die in ihrem Umfeld vorherrschen, indem er Korrelation und Kausalität verwechsle, veraltete Erkenntnisse verwende und eher wie ein Aktivist als wie ein seriöser Wissenschaftler agiere.

### Wissenschaftliche Kontroversen
Der Journalist und promovierte Psychologe Christian Stöcker kritisiert Spitzers Arbeitsweise als unwissenschaftlich. Stöcker monierte im März 2018 in seiner Kolumne bei Spiegel Online, dass Spitzer regelmäßig Korrelationen zu Kausalzusammenhängen umdeute; dass er Studien höchst selektiv zitiere und immer das weglasse, was nicht zu seinen Thesen passt; ferner, dass er, wie viele andere auch, so tue, als sei ‚Sucht‘ im Zusammenhang mit Medien eine allgemein akzeptierte wissenschaftliche Kategorie.
Unter anderem griffen die Medienpsychologen Markus Appel und Constanze Schreiner Spitzers Thesen zur „Digitalen Demenz“ auf und stellten ihnen entsprechende Meta-Analysen zu den Auswirkungen digitaler Medien gegenüber. Diese widersprächen den von Spitzer behaupteten entwicklungsschädlichen Auswirkungen des Internets: Laut diesen Metaanalysen führe intensive Internetnutzung weder zu weniger sozialem Austausch noch zu weniger gesellschaftlich-politischem Engagement und auch seien intensive Internetnutzer keinesfalls einsamer als Wenignutzer. Des Weiteren widersprechen sie den Thesen, dass sowohl verringertes Wohlbefinden als auch Adipositas im Zusammenhang mit der Nutzung digitaler Medien stünden. Darüber hinaus führen sie Metaanalysen an, die implizieren, dass weder das Lernen am Computer noch die Nutzung computerbasierter Lernspiele einen negativen Einfluss auf den Lernerfolg habe. Im Hinblick auf schriftsprachliche Kompetenzen verdeutlichten sie, dass diese keineswegs unter dem Schreiben am Computer leiden würden. Diese Arbeit fand ein breites Medienecho.
Spitzer seinerseits veröffentlichte wenig später eine Erwiderung, in der er den Autoren vorwarf, sich auf eine veraltete Datenlage zu berufen, und nochmals neuere Studien zitierte, die seine Thesen doch belegen würden. In einer weiteren Replik von Appel und Schreiner werden argumentative Fehler Spitzers aufgezeigt und die ursprüngliche Kritik wird erneut wissenschaftlich bekräftigt. Zusammenfassend kommen sie zu dem Schluss, „die einseitige Perspektive von Spitzer verunklare den Blick auf die Chancen und Risiken des Lebens in einer digitalen Welt.“
Im März 2018 reagierte Markus Appel in einem Interview des Deutschlandfunks zum wiederholten Mal auf Spitzers Kritik an der Digitalisierung deutscher Schulen, die dieser morgens in einem Interview des gleichen Senders geäußert hatte. Er formulierte, dass Spitzers „Argumentationslinie […] weit ab vom wissenschaftlichen Mainstream“ sei, „also […] ganz extrem, und in dieser Nichtausgewogenheit spiegelt die in keinem Fall den wissenschaftlichen Forschungsstand wider.“ Er hielt Spitzer „Schwarz-Weiß-Malerei“ vor, bestätigte auf Nachfrage aber auch die ernüchternden Ergebnisse der von Spitzer oft zitierten Studie der PISA-Studienleiter 2015, „dass nicht die erhofften Wirkungen von sozusagen Investitionen in digitale Medien dort sich gezeigt haben.“ Er folgerte jedoch eine „Herausforderung […], mit neuen Medien dann umzugehen und das pädagogische Handeln effektiver zu machen […] im klaren Gegensatz zu dieser Anmutung, dass man letztlich neue Medien, […] verbannen sollte aus der Schule.“
Der Neurologe Hans-Peter Thier an der Uni Tübingen bezweifelte 2013, dass es den Sachverhalt „digitale Demenz“ überhaupt gebe: „Der Begriff der digitalen Demenz ist verfehlt. Unter Demenz versteht die Medizin einen Verlust ursprünglich verfügbarer kognitiver Fertigkeiten – einen Verlust des Gedächtnisses, eine Einschränkung des Denkvermögens, Orientierungsstörungen und letztendlich einen Zerfall der Persönlichkeitsstruktur. Demenzen können viele Ursachen haben. Ein Beispiel sind Hirnschäden infolge von Durchblutungsstörungen. Gemeinsamer Nenner der Ursachen sind Veränderungen der Struktur und der physiologischen Prozesse im Gehirns [sic!], so dass sie weit vom Normalen abweichen. Was immer die Nutzung digitaler Medien im Gehirn machen mag – es gibt keinerlei Evidenz dafür, dass sie zu fassbaren krankhaften Veränderungen im Gehirn führt.“ Einem Gehirn könne man durch keine Untersuchungsmethode anmerken, ob es zu einem intensiv digitale Medien Nutzenden gehöre, so Thier. Es gebe im Gegenteil Hinweise darauf, dass sich bei Senioren Surfen im Internet positiv in der Alzheimer-Prophylaxe auswirke.

## Auszeichnungen
- 1992 DGPPN-Duphar-Forschungsförderpreis der Deutschen Gesellschaft für Psychiatrie, Psychotherapie und Nervenheilkunde[51]
- 2002 Cogito-Preis der Cogito Foundation[52][53]

## Veröffentlichungen (Auswahl)
- Halluzinationen. Ein Beitrag zur allgemeinen und klinischen Psychopathologie. Springer, Berlin 1988, ISBN 3-540-18611-5.
- Was ist Wahn? Untersuchungen zum Wahnproblem. Springer, Berlin 1989, ISBN 3-540-51072-9.
- Geist im Netz. 1996.
- mit Leo Hermele: Von der Degeneration zur Antizipation – Gedanken zur nicht-Mendelschen Vererbung neuropsychiatrischer Erkrankungen aus historischer und aktueller Sicht. In: Gerhardt Nissen, Frank Badura (Hrsg.): Schriftenreihe der Deutschen Gesellschaft für Geschichte der Nervenheilkunde. Band 2. Würzburg 1996, S. 111–127.
- Ketchup und das kollektive Unbewusste. Geschichten aus der Nervenheilkunde. Schattauer, Stuttgart 2001, ISBN 3-7945-2115-3.
- Lernen. Gehirnforschung und die Schule des Lebens. 2002.
- Musik im Kopf: Hören, Musizieren, Verstehen und Erleben im neuronalen Netzwerk. 2002.
- Selbstbestimmen. Gehirnforschung und die Frage: Was sollen wir tun? 2004.
- Frontalhirn an Mandelkern. Letzte Meldungen aus der Nervenheilkunde. 2005.
- Vorsicht Bildschirm! Elektronische Medien, Gehirnentwicklung, Gesundheit und Gesellschaft. Klett, Stuttgart 2005, ISBN 3-12-010170-2.[54]
- Gott-Gen und Grossmutterneuron. Geschichten von Gehirnforschung und Gesellschaft. 2006.
- Mozarts Geistesblitze. Wie unser Gehirn Musik verarbeitet. 2006.
- Vom Sinn des Lebens. Wege statt Werke. Schattauer, Stuttgart 2007, ISBN 978-3-7945-2563-8.
- Liebesbriefe und Einkaufszentren. Meditationen im und über den Kopf. Schattauer Verlag, 2008, ISBN 978-3-7945-2627-7.
- Medizin für die Bildung. Ein Weg aus der Krise. 2010, ISBN 978-3-8274-2677-2.
- Wie Kinder denken lernen 2010, ISBN 978-3-902533-26-5. (4 Hörbücher, 300 min.)
- Wie Erwachsene denken und lernen. 2011, ISBN 978-3-902533-38-8. (3 Hörbücher, 210 min.)
- Nichtstun, Flirten, Küssen und andere Leistungen des Gehirns. Schattauer Verlag, 2011, ISBN 978-3-7945-2856-1.
- Digitale Demenz. Wie wir uns und unsere Kinder um den Verstand bringen. Droemer Knaur, München 2012, ISBN 978-3-426-27603-7. (Platz 1 der Spiegel-Bestsellerliste vom 27. August bis zum 9. September 2012)
- als Hrsg.: Heinz Janisch, Carola Holland: Tom und der König der Tiere (= Leben Lernen. 1). 2012, ISBN 978-3-902533-43-2.
- als Hrsg.: Heinz Janisch, Susanne Wechdorn: Mein Freund, der Rasenmäher (= Leben Lernen). 2012, ISBN 978-3-902533-45-6.
- Das (un)soziale Gehirn. Schattauer, Stuttgart 2013, ISBN 978-3-7945-2918-6.
- Rotkäppchen und der Stress. Schattauer, Stuttgart 2014, ISBN 978-3-7945-2977-3.
- Cyberkrank! Wie das digitalisierte Leben unsere Gesundheit ruiniert. Droemer, München 2015, ISBN 978-3-426-27608-2.
- Früher war alles später. Schattauer, Stuttgart 2017, ISBN 978-3-7945-3243-8.
- Einsamkeit. Die unerkannte Krankheit. Schmerzhaft. Ansteckend. Tödlich. Droemer, München 2018, ISBN 978-3-426-27676-1.
- Die Smartphone-Epidemie. Gefahren für Gesundheit, Bildung und Gesellschaft. Klett-Cotta, Stuttgart 2018, ISBN 978-3-608-96368-7.
- Digitales Unbehagen. Risiken, Nebenwirkungen und Gefahren der Digitalisierung. mvg Verlag, München 2020, ISBN 978-3-7474-0224-5.
- (mit Wulf Bertram): Hirngespinste. Die besten Geschichten über unser wichtigstes Organ. Schattauer, Stuttgart 2020, ISBN 978-3-608-40042-7.
- Globale Gesundheit. Mensch - Tier - Erde. Schattauer, Stuttgart 2021, ISBN 978-3-608-40073-1.
- Künstliche Intelligenz Droemer Knaur, München 2023, ISBN 978-3-426-44850-2.